# ALFA (Mexico)
Alfa S.A.B. de C.V. eller Alfa er et mexicansk multinationalt konglomerat med hovedkvarter i Monterrey. De er engageret i en række brancher, der omfatter kemi, bildele, fødevarer, olie & gas, IT og telekommunikation.
Alfa driver forretning i 23 lande og væsentlige datterselskaber omfatter: Alpek, Nemak, Sigma Alimentos, Alestra og Newpek.